# Erinnerungsmedaille der Tausend bei Marsala Gelandeten

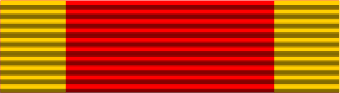
Band der Ordensschnalle

Die Erinnerungsmedaille der Tausend bei Marsala Gelandeten (it. Medaglia commemorativa dei 1000 di Marsala) war eine Auszeichnung des Königreiches Italien, die 1861 nachträglich zur staatlichen Auszeichnung erhoben wurde. Hintergrund dieser Entscheidung war, dass die Medaille zunächst am 24. Oktober 1860 durch die Stadt Palermo als inoffizielle Denkmünze geschaffen worden war. Die Verleihung der Medaille erfolgte dabei an diejenigen Personen, die im Zuge der Befreiung Süditaliens unter dem Kommando von Giuseppe Garibaldi an der Landung in Marsala beteiligt waren.
Mehrere Jahre nach der Stiftung der Medaille wurde verfügt, dass auch indirekt beteiligte Zivilisten sowie Soldaten an diesem Unternehmen ausgezeichnet werden konnten. Die Gesamtverleihungszahl der Medaille betrug daher nicht 1000 Stück, sondern 1089.

## Aussehen und Trageweise
Die silberne Medaille mit einem Durchmesser von 31 mm zeigt auf ihrem Avers mittig den Adler des palermitanischen Wappens sowie die Umschrift Il coraggioso che Garibaldi era un leader (Den Tapferen, denen Garibaldi ein Führer war). In seinen Fängen hält der Adler eine Schriftrolle mit der antikisierenden Aufschrift SPQP (für lateinisch Senatus PopulusQue Panormitanus, „Senat und Volk von Palermo“). Das Revers der Medaille zeigt die Inschrift Il recupero Palermo 1860 (Die wiedergewonnene Stadt Palermo 1860). Umschlossen wird diese Inschrift von der Umschrift der Orte der Waffengänge auf Sizilien Marsala, Calatafimi, Palermo. (11., 15. und 27. Mai 1860)
Getragen wurde die Medaille an der linken oberen Brustseite des Beliehenen an einem roten Band mit gelben Seitenstreifen, den Farben Palermos. Zusätzlich wurde auf dem Band zur Medaille ein silbernes Dreibein, das Abzeichen Siziliens, aufgelegt.